# Грант, Пол (баскетболист)
Пол Грант (англ. Paul Grant, род. 6 января 1974, Питтсбург, Пенсильвания) — американский бывший профессиональный баскетболист, игравший на позиции центрового. Был выбран на драфте НБА 1997 года под общим 20-м номером командой «Миннесота Тимбервулвз».

## Карьера
Грант учился в старшей школе в Мичигане, затем три сезона играл за Бостонский колледж, но перешёл в «Висконсин Бэджерс» на последнем курсе.
Грант был выбран клубом «Миннесота Тимбервулвз» под 20-м номером на драфте НБА 1997 года. Он находился в списке травмированных весь свой первый сезон из-за стрессового перелома стопы. Грант дебютировал в НБА 5 февраля 1999 года в матче против «Денвер Наггетс», который его команда выиграла со счётом 110:92.
11 марта 1999 года он был обменян в «Милуоки Бакс» вместе со Стефоном Марбери, Крисом Карром и Биллом Кёрли в рамках трёхстороннего обмена с участием «Нью-Джерси Нетс» на Террелла Брэндона, Брайана Эванса, выбор в первом раунде драфта 1999 года и выбор в первом раунде будущего драфта.
Грант играл за «Рокфорд Лайтнинг» в Континентальной баскетбольной ассоциации в 1999–2000 годах. В сезоне 2000/2001 он играл за «Лос-Анджелес Старз» и «Индиана Лэджендс» в Американской баскетбольной ассоциации, а затем в сезоне 2001/2002 годах за «Ашвилл Алтитьюд» в Национальной баскетбольной лиге развития. В январе 2003 года он подписал контракт с сербским клубом «Войводина Сербиягаз» на оставшуюся часть сезона.
Грант участвовал в тренировочных лагерях клуба НБА «Юта Джаз» в сезонах 2002/2003 и 2003/2004, подписав контракт с клубом 1 января 2004 года. Пять дней спустя контракт был расторгнут. 8 января он подписал с «Джаз» уже десятидневный контракт. 
С 2007 по 2013 год он был ассистентом главного тренера в Массачусетском технологическом институте.

## Статистика

### Статистика в НБА
| Сезон                                                                                    | Команда   | Регулярный сезон | Регулярный сезон | Регулярный сезон | Регулярный сезон | Регулярный сезон | Регулярный сезон | Регулярный сезон | Регулярный сезон | Регулярный сезон | Регулярный сезон | Регулярный сезон | Серия плей-офф | Серия плей-офф | Серия плей-офф | Серия плей-офф | Серия плей-офф | Серия плей-офф | Серия плей-офф | Серия плей-офф | Серия плей-офф | Серия плей-офф | Серия плей-офф |
| Сезон                                                                                    | Команда   | GP               | GS               | MPG              | FG%              | 3P%              | FT%              | RPG              | APG              | SPG              | BPG              | PPG              | GP             | GS             | MPG            | FG%            | 3P%            | FT%            | RPG            | APG            | SPG            | BPG            | PPG            |
| ---------------------------------------------------------------------------------------- | --------- | ---------------- | ---------------- | ---------------- | ---------------- | ---------------- | ---------------- | ---------------- | ---------------- | ---------------- | ---------------- | ---------------- | -------------- | -------------- | -------------- | -------------- | -------------- | -------------- | -------------- | -------------- | -------------- | -------------- | -------------- |
| 1998/99                                                                                  | Миннесота | 4                | 0                | 2,0              | 25,0             | -                | -                | 0,3              | 0,0              | 0,0              | 0,0              | 0,5              | Не участвовал  | Не участвовал  | Не участвовал  | Не участвовал  | Не участвовал  | Не участвовал  | Не участвовал  | Не участвовал  | Не участвовал  | Не участвовал  | Не участвовал  |
| 1998/99                                                                                  | Милуоки   | 2                | 0                | 2,5              | 50,0             | -                | -                | 0,0              | 0,0              | 0,5              | 0,0              | 1,0              | Не участвовал  | Не участвовал  | Не участвовал  | Не участвовал  | Не участвовал  | Не участвовал  | Не участвовал  | Не участвовал  | Не участвовал  | Не участвовал  | Не участвовал  |
| 2003/04                                                                                  | Юта       | 10               | 0                | 9,8              | 47,8             | -                | 37,5             | 1,7              | 0,3              | 0,1              | 0,1              | 2,5              | Не участвовал  | Не участвовал  | Не участвовал  | Не участвовал  | Не участвовал  | Не участвовал  | Не участвовал  | Не участвовал  | Не участвовал  | Не участвовал  | Не участвовал  |
|                                                                                          | Всего     | 16               | 0                | 6,9              | 44,8             | -                | 37,5             | 1,1              | 0,2              | 0,1              | 0,1              | 1,8              | Не участвовал  | Не участвовал  | Не участвовал  | Не участвовал  | Не участвовал  | Не участвовал  | Не участвовал  | Не участвовал  | Не участвовал  | Не участвовал  | Не участвовал  |
| Наведите курсор мыши на аббревиатуры в заголовке таблицы, чтобы прочесть их расшифровку. |           |                  |                  |                  |                  |                  |                  |                  |                  |                  |                  |                  |                |                |                |                |                |                |                |                |                |                |                |

### Статистика в NCAA
| Сезон | Команда        | Conf           | Class          | GP  | GS | MPG  | FG%  | 3P% | FT%  | RPG | APG | SPG | BPG | PPG  |
| --- | -------------- | -------------- | -------------- | --- | -- | ---- | ---- | --- | ---- | --- | --- | --- | --- | ---- |
| 1992/93 | Бостон Колледж | Big East       | FR             | 30  |    | 16,7 | 50,0 | -   | 67,7 | 3,5 | 0,3 | 0,1 | 0,5 | 5,0  |
| 1993/94 | Бостон Колледж | Big East       | SO             | 33  | 9  | 11,2 | 48,9 | -   | 58,8 | 2,2 | 0,3 | 0,1 | 0,7 | 3,3  |
| 1994/95 | Бостон Колледж | Big East       | JR             | 25  | 7  | 12,5 | 51,7 | 0,0 | 77,1 | 2,6 | 0,3 | 0,2 | 0,6 | 4,8  |
| 1996/97 | Висконсин      | Big Ten        | SR             | 28  | 26 | 27,3 | 49,4 | 0,0 | 71,3 | 5,2 | 0,8 | 0,5 | 1,2 | 12,5 |
| Всего | Всего          | Всего          | Всего          | 116 | 42 | 16,8 | 49,8 | 0,0 | 69,9 | 3,4 | 0,4 | 0,2 | 0,8 | 6,3  |
| Бостон Колледж | Бостон Колледж | Бостон Колледж | Бостон Колледж | 88  | 16 | 13,5 | 50,2 | 0,0 | 68,0 | 2,8 | 0,3 | 0,1 | 0,6 | 4,3  |
| Висконсин | Висконсин      | Висконсин      | Висконсин      | 28  | 26 | 27,3 | 49,4 | 0,0 | 71,3 | 5,2 | 0,8 | 0,5 | 1,2 | 12,5 |
| Наведите курсор мыши на аббревиатуры в заголовке таблицы, чтобы прочесть их расшифровку Статистика приведена с сайта sports-reference.com |                |                |                |     |    |      |      |     |      |     |     |     |     |      |